# Mauricio Arias
Mauricio Antonio Arias González (Concepción, 27 de outubro de 1984) é um futebolista chileno que joga como lateral-esquerdo no Audax Italiano.

## Carreira
Nascido em Concepción. Joga como lateral-esquerdo e meia.
Formado nas categorias de base do Huachipato, subiu para a equipe profissional em 2004, e em 2006 foi emprestado para o Ñublense. Voltou em 2007 para o Huachipato, onde ficou somente um ano, acertando com o Everton em 2008. No Everton foi campeão do Torneo Apertura de 2008. Em 2009, acertou com a Universidad de Chile, sendo campeão do Torneo Apertura do ano. No segundo semestre foi perdendo espaço e voltou em 2010 para o Everton, desta vez por empréstimo. Sem muito sucesso na sua volta ao Everton, foi emprestado para o O'Higgins. Foi emprestado para o Audax Italiano em 2011.

## Estatísticas
Até 26 de fevereiro de 2012.

### Clubes
| Clube             | Temporada         | Campeonato nacional | Campeonato nacional | Copa nacional[a] | Copa nacional[a] | Competições continentais[b] | Competições continentais[b] | Outros torneios[c] | Outros torneios[c] | Total | Total |
| Clube             | Temporada         | Jogos               | Gols                | Jogos            | Gols             | Jogos                       | Gols                        | Jogos              | Gols               | Jogos | Gols  |
| ----------------- | ----------------- | ------------------- | ------------------- | ---------------- | ---------------- | --------------------------- | --------------------------- | ------------------ | ------------------ | ----- | ----- |
| Audax Italiano    | 2012              | 6                   | 0                   | 0                | 0                | 0                           | 0                           | 0                  | 0                  | 6     | 0     |
| Audax Italiano    | Total             | 6                   | 0                   | 0                | 0                | 0                           | 0                           | 0                  | 0                  | 6     | 0     |
| Total na carreira | Total na carreira | 6                   | 0                   | 0                | 0                | 0                           | 0                           | 0                  | 0                  | 6     | 0     |

- a. ^ Jogos da Copa Chile
- b. ^ Jogos da Copa Libertadores e Copa Sul-Americana
- c. ^ Jogos do Jogo amistoso

## Títulos
Everton
- Campeonato Chileno (Torneo Apertura): 2008

Universidad de Chile
- Copa Gato: 2010
- Campeonato Chileno (Torneo Apertura): 2009